# Kolss Cycling Team/Saison 2011
Der Artikel listet Mannschaft und Erfolge des Kolss Cycling Team in der Saison 2011 auf.

## Erfolge in der UCI Europe Tour
| Datum      | Rennen                         | Kat. | Fahrer              |
| ---------- | ------------------------------ | ---- | ------------------- |
| 8. Juni    | 5. Etappe Slowakei-Rundfahrt   | 2.2  | Mychajlo Kononenko  |
| 13. August | 3b. Etappe Tour of Szeklerland | 2.2  | Anatolij Sossnizkij |

## Mannschaft

### Zugänge – Abgänge
| Zugänge             | Team 2010 | Abgänge            | Team 2011 |
| ------------------- | --------- | ------------------ | --------- |
| Jaroslaw Boiko      | Neoprofi  | Olexandr Holowasch | Unbekannt |
| Andrij Chripta      | Neoprofi  | Wladyslaw Hryn     | Unbekannt |
| Olexandr Hryhorenko | Neoprofi  | Dmytro Popow       | Unbekannt |
| Jurij Leontenko     | Neoprofi  | Serhij Umnow       | Unbekannt |
|                     |           | Jewhen Woroschyn   | Unbekannt |

### Kader
| Name                | Geburtstag        | Nationalität |
| ------------------- | ----------------- | ------------ |
| Jaroslaw Boiko      | 29. Dezember 1989 | Ukraine      |
| Ihor Bykow          | 9. Januar 1991    | Ukraine      |
| Andrij Chripta      | 29. November 1986 | Ukraine      |
| Jewhen Filin        | 6. November 1990  | Ukraine      |
| Wolodymyr Homenjuk  | 3. Januar 1985    | Ukraine      |
| Andrij Horkuscha    | 27. Januar 1990   | Ukraine      |
| Olexandr Hryhorenko | 5. Juli 1988      | Ukraine      |
| Mychajlo Kononenko  | 30. Oktober 1987  | Ukraine      |
| Jurij Leontenko     | 27. Juni 1986     | Ukraine      |
| Olexandr Prewar     | 28. Juni 1990     | Ukraine      |
| Anatolij Sossnizkij | 4. September 1990 | Ukraine      |
| Andrij Wassyljuk    | 29. August 1987   | Ukraine      |

## Platzierungen in UCI-Ranglisten
UCI Asia Tour 2011
|      | Fahrer              | Punkte |
| ---- | ------------------- | ------ |
| 147. | Jewhen Filin        | 16     |
| 200. | Anatolij Sossnizkij | 10     |
| 310. | Olexandr Prewar     | 3      |

UCI Europe Tour 2011
|       | Fahrer              | Punkte |
| ----- | ------------------- | ------ |
| 275.  | Mychajlo Kononenko  | 57,4   |
| 516.  | Andrij Wassyljuk    | 28,4   |
| 640.  | Olexandr Prewar     | 19     |
| 878.  | Anatolij Sossnizkij | 8      |
| 1063. | Andrij Chripta      | 5,4    |
| 1064. | Serhij Schumilow    | 5      |
| 1282. | Olexandr Hryhorenko | 0,4    |
| 1282. | Wolodymyr Homenjuk  | 0,4    |